# Reactor nuclear natural d'Oklo
Els reactors de fissió nuclear d'Oklo són dipòsits d'urani on van tenir lloc de manera natural reaccions nuclears en cadena autosuficients. A la regió d'Oklo s'han identificat 16 reactors nuclears naturals: localitzacions amb reaccions autosuficients de fissió nuclear que es van donar fa aproximadament 1700 milions d'anys i van estar en funcionament durant diversos centenars de milers d'anys, amb una mitjana d'energia termal en aquell temps de 100 kW.

## Història
Els reactors nuclears naturals d'Oklo són reactors naturals que van funcionar fa aproximadament dos mil milions d'anys. Els residus fòssils d'aquests reactors nuclears naturals es van trobar a la mina d'urani d'Oklo, prop de la localitat de Franceville a la província d'Haut-Ogooué del Gabon, on es van produir reaccions en cadena de fissió nuclear autosostenibles, molt abans de l'aparició de l'ésser humà1 ,2,3.

### Prediccions de Paul Kuroda
Dinou anys abans del descobriment del reactor nuclear natural d'Oklo el 1953, científics de la UCLA i la Universitat de Chicago van publicar prediccions que certs jaciments d'urani podrien funcionar com a reactors de fissió nuclear autònoms.Els càlculs de Paul Kuroda, químic de la Universitat d'Arkansas, van revelar tres condicions necessàries per a l'existència d'un reactor de fissió natural. En primer lloc, l'amplada del dipòsit d'urani ha de ser superior a dos terços d'un metre. Això permet que els neutrons recorren una distància suficient per ser absorbits i continuar la reacció nuclear en cadena, abans de sortir del dipòsit d'urani. En segon lloc, el percentatge de 235U ha de ser superior al 3% en mineral d'urani per alimentar correctament un reactor nuclear. El 235U es desintegra amb el temps, de manera que fa dos mil milions d'anys encara hi havia prou 235U al jaciment d'Oklo per suportar un reactor de fissió natural (avui, la concentració de 235U a la Terra és massa baixa). En tercer lloc, es necessita un moderador de neutrons (com l'aigua) per controlar la reacció nuclear, però que no contingui massa bor, liti o altres elements que absorbeixin massa neutrons.

### Demostració de productes de fissió a Oklo mineral
L'any 1972, la Comissió d'Energia Atòmica (CEA) va descobrir rastres d'aquest fenomen en l'urani procedent de la mina d'urani d'Oklo explotada per la Compagnie des Mines a la planta d'enriquiment militar de Pierrelatte (Comuf). Aquests són els únics reactors nuclears naturals coneguts al món fins ara5. Eren de molt baixa potència, en comparació amb els reactors nuclears fabricats per humans, però van despertar un gran interès entre els científics del CEA.
Gabon era una colònia francesa quan la Comissió d'Energia Atòmica (CEA) va fer les primeres anàlisis del subsòl des de la base del MABA a Franceville, més precisament pel seu braç industrial que després es va convertir en Cogema, que va portar el 1956 al descobriment de jaciments d'urani en aquest regió. França gairebé immediatament va obrir mines, gestionades per la Compagnie des mines d'uranium de Franceville (COMUF), per explotar els recursos, prop del poble de Mounana. Després de la independència, l'any 1960, l'Estat de Gabon va rebre una petita part[ref. necessari] dels beneficis de l'empresa. El "fenomen Oklo" va ser descobert l'any 1972 pel laboratori de la planta d'enriquiment d'urani Pierrelatte, a França.
Les anàlisis rutinàries d'una mostra d'urani natural van revelar un dèficit lleu però anormal d'235U. La proporció normal de 235U és del 0,7202%, mentre que aquesta mostra només tenia un 0,7171%. Com que les quantitats d'isòtops fissils estan catalogades amb precisió, calia explicar aquesta diferència; també, es va iniciar una investigació pel CEA. en mostres de totes les mines explotades a França, Gabon i Níger pel CEA i en totes les etapes de processament del mineral i purificació d'urani. Per a les anàlisis de contingut d'urani i contingut de 235U, el departament de producció del CEA es basa en el laboratori d'anàlisi de la planta de Pierrelatte i en el laboratori central d'anàlisi i control del CEA situat al centre CEA de Cadarache, dirigit per Michèle Neuilly on Jean François Dozol és responsable per a anàlisis d'espectrometria de masses. Les anàlisis realitzades a Pierrelatte i Cadarache mostren que els uranats de magnesi del Gabon presenten un dèficit variable però constant en 235U.
El 7 de juliol de 1972, investigadors del CEA Cadarache van descobrir una anomalia en el mineral d'urani d'Oklo al Gabon. El seu contingut de 235U és molt inferior al que s'observa habitualment9. Les anàlisis isotòpiques van permetre trobar l'origen de l'esgotament del 235U: l'urani empobrit prové del mineral d'Oklo, explotat per COMUF. Després es va realitzar una campanya d'anàlisi sistemàtica als laboratoris Cadarache i Pierrelatte (mesures del contingut d'urani, mesures del contingut isotòpic). Així és com, en mostres d'Oklo, els analistes de Cadarache van constatar un dèficit de 235U per a l'uranat de magnesi de la fàbrica Mounana (235U = 0,625%) i un dèficit encara més gran per a un uranat de magnesia magnesia (Oklo M) (235U = 0,440%): els minerals. d'Oklo 310 i 311 tenen, respectivament, un contingut d'urani del 12 i el 46% i un contingut de 235U de 0,592 i 0,625%.
En aquest context, J. F. Dozol va prendre la iniciativa d'analitzar les mostres d'uranat de magnesi i mineral d'Oklo a l'espectròmetre de masses de font d'espurna (SMSE) AEI MS 702. L'avantatge de SMSE és la seva capacitat de produir quantitats substancials d'ions a partir de tots els elements presents als elèctrodes. Els elèctrodes, entre els quals es genera una espurna, han de ser conductors, (per això les mostres d'Oklo es van barrejar amb plata d'alta puresa). Tots els isòtops que van des del liti fins a l'urani inclosos a la mostra s'obtenen en una placa fotogràfica (vegeu la foto de la placa a continuació). En examinar la placa, J. F. Dozol va assenyalar en particular per al mineral Oklo 311 amb un contingut d'urani molt elevat: elements presents en quantitats significatives al voltant de les masses 85-105 i 130-150 que corresponen als dos cops en els rendiments de fissió de 235U. (La distribució massiva dels productes de fissió segueix una corba de "gepa de camell", té dos màxims); els últims lantànids (holmi a luteci) no es detecten (més enllà de la massa 166). A la natura, trobem els 14 lantànids; en un combustible nuclear, havent patit reaccions de fissió, no es detecten els isòtops dels últims lantànids.

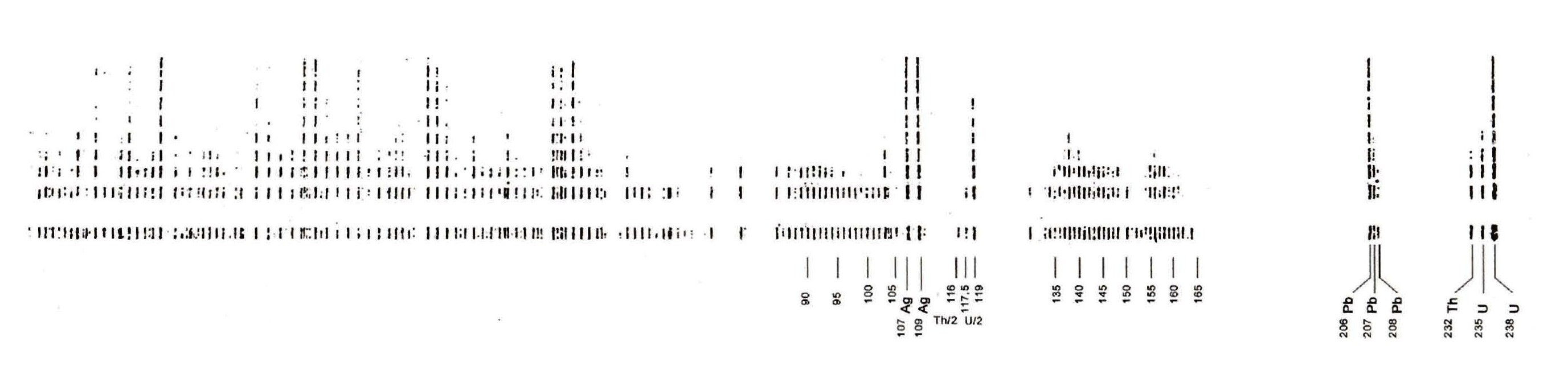
Foto obtinguda per a la mostra OKLO 311 per anàlisi d'espectrometria de masses d'espurna i que revela tots els isòtops presents a la mostra.

### Interpretació d'anàlisis isotòpiques realitzades sobre mineral d'Oklo
El següent pas és l'anàlisi isotòpica en un espectròmetre de masses de termoionització de certs elements després de la separació química del neodimi i el samari. Des de les primeres anàlisis d'Oklo M uranate i del mineral "Oklo 311", és obvi que el neodimi i el samari tenen una composició isotòpica molt més propera a la que es troba en el combustible irradiat que a la de l'element natural. La detecció d'isòtops 142Nd i144Sm no produïts per fissió també indica la presència d'aquests elements en estat natural del qual es pot restar la seva contribució. Aquests resultats es van transmetre a Jean Claude Nimal, neutrònic (CEA Saclay) que va estimar el flux de neutrons rebut per la mostra analitzada basant-se en la seva deficiència de 235U. Això va permetre estimar la captura de neutrons per part dels isòtops 143Nd i 145Nd, donant lloc respectivament a la formació addicional de 144Nd i 146Nd. Aquest excés s'ha de restar per tenir accés als rendiments de fissió de l'235U. Veiem (veure taula a continuació) un acord entre els rendiments de fissió (M) i els resultats corregits (C) per la presència de neodimi natural i captures de neutrons:
| Isòtops de neodimi | 143  | 144  | 145  | 146  | 148  | 150  |
| C/M                | 0,99 | 1,00 | 1,00 | 1,01 | 0,98 | 1,06 |

## Funcionament dels reactors
Un reactor nuclear natural es forma quan un dipòsit de mineral ric en urani s'inunda amb aigua: l'hidrogen de l'aigua actua llavors com a moderador de neutrons, transformant la radiació de "neutrons ràpids" en "neutrons lents" i augmentant així la seva probabilitat de ser-hi. absorbit pels àtoms d'urani 235 i donant lloc a la fissió (augment de la reactivitat). Això comença una reacció en cadena de fissió nuclear. A mesura que la reacció s'intensifica, augmentant la temperatura, l'aigua s'evapora i s'escapa, alentint la reacció (neutrons més ràpids i menys lents), evitant que el reactor s'escapi. Després de baixar la temperatura, torna a fluir aigua i la reacció torna a augmentar, i així successivament. A Oklo, la reacció va continuar durant diversos centenars de milers d'anys (fa entre 150.000 i 850.000 anys).
La fissió de l'urani produeix cinc isòtops de xenó que, malgrat la naturalesa volàtil del cos químic, s'han trobat tots a les restes dels reactors, a diferents nivells de concentració; això suggereix que la velocitat de la reacció va ser cíclica (vegeu l'explicació al paràgraf Programa de funcionament dels reactors d'Oklo). No va ser fins fa uns 2.200 milions d'anys que el pacient treball de fotosíntesi dut a terme per les primeres algues va alliberar suficient oxigen a la nostra atmosfera perquè les aigües superficials i subterrànies s'oxidessin. Només en aquesta condició es podria lixiviar i concentrar l'urani diluït en el granit abans de mineralitzar-se en llocs on es produiria redox. Els dipòsits rics no poden ser més antics. D'altra banda, durant els últims 1.500 milions d'anys, l'abundància de 235U ha caigut per sota d'un nivell que fa possible la fissió espontània. Calen nombrosos estudis, en geologia, química i física dels reactors, per reduir el rang de temps al valor estimat actual: les reaccions devien haver començat fa 1.950 ± 30 milions d'anys. Els dipòsits es van localitzar en gresos molt porosos on la concentració d'aigua subterrània podria haver arribat al 40%, probablement a causa de la lixiviació parcial de sílice (partícules de quars) per part de l'aigua subterrània calenta, en un moment en què, essent la radioactivitat de la Terra superior a l'actual, la el gradient tèrmic del subsòl també era probablement més alt. Durant el funcionament del reactor, la temperatura de l'aigua va augmentar significativament, accelerant aquest procés de "dessilicificació" i, per diferència, augmentant la concentració d'urani, compensant així el seu esgotament per fissió. De fet, la concentració d'urani a les zones de reacció és extremadament alta, de vegades superior al 50%, i com més gran és la concentració d'urani, menor és el contingut de 235U. A més, en perdre la seva sílice, la pedra arenisca circumdant es va convertir en argila, evitant la migració excessiva de les aigües subterrànies i mantenint l'urani al seu lloc.
Gràcies a l'anàlisi fina de l'espectre dels productes de fissió, sabem que es van produir un cert nombre de fissions en el plutoni, com a resultat de la captura de neutrons en 238U i que ara es descompon completament en 235U ja que la seva vida mitjana només té 24.000 anys. Això va permetre als físics calcular que, variant d'una àrea a una altra, les reaccions van tenir lloc durant un període enorme de temps que va des dels 150.000 als 850.000 anys! Els reactors estaven "controlats" per diversos mecanismes, el principal era la temperatura: a mesura que s'alliberava la potència de fissió, la temperatura augmentava. Una temperatura més alta significa tant un augment de l'absorció de neutrons (sense fissió) en 238U com una disminució de l'eficàcia de l'aigua com a moderador: a un nivell de temperatura determinat, un nivell que varia amb el temps i l'esgotament progressiu de l'urani fissil. , les reaccions s'estabilitzen, com és el cas dels nostres reactors. En combinar consideracions geològiques i de temperatura, ara s'estima que els reactors de la part nord del jaciment funcionaven a una profunditat de diversos milers de metres, sota sediments deltaics i després marins. A aquesta profunditat, les condicions de pressió i temperatura eren properes a les dels reactors d'aigua a pressió actuals (350 a 400 °C, 15 a 25 MPa), mentre que les zones del sud funcionaven a uns 500 metres de profunditat, amb condicions més semblants a les de un reactor d'aigua bullint (250 °C, 5 MPa).